# Judo under sommer-OL 2016 – 70 kg (damer)
Kvindernes 70 kg i judo under sommer-OL 2016 i Rio de Janeiro blev holdt d. 10 august 2016 på Carioca Arena 2.